# Kärnlandsteorin

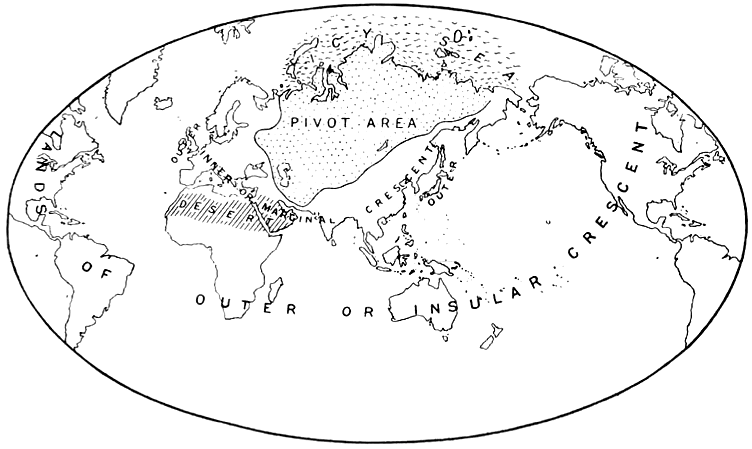
Halford Mackinders kärnlandsteori.

Kärnlandsteorin eller hjärtlandsteorin är en teori som formulerades av den engelske geografen sir Halford Mackinder i början av 1900-talet. Teorin kan sammanfattas som:
- Den som styr Östeuropa kontrollerar Hjärtlandet,
- den som styr Hjärtlandet kontrollerar världsön,
- den som styr Världsön kontrollerar världen.

Enligt Mackinder kan världen delas in i två områden: "Världsön" som är de sammanhängande kontinenterna Europa, Asien och Afrika, och "perifera öar" som inkludera Amerika, Australien, Brittiska öarna och Japan.